# 一對傻鳥
《一對傻鳥》由臺灣電影導演白景瑞執導的浪漫喜劇片，林青霞、秦漢、陳秋霞以及譚詠麟主演。

## 劇情簡介
女大生沈蓉（林青霞飾）和好朋友李倫美（陳秋霞飾）一起在網球場打球，遇到從校外的一對男子，陳正雄（秦漢飾）和好朋友方銳（譚詠麟飾）。相處下來，熱情洋溢的倫美對勤奮好學的正雄一見鍾情，但正雄欣賞的是好朋友沈蓉，方銳只能痴痴等待著倫美改變心意愛自己。四人的感情糾葛鬧出不少笑話與誤會，因而促使倫美覺得沒自尊產生了報復正雄的絕心，提議沈母 (歸亞蕾飾)「假裝安排留學博士與自己結婚」，來騙正雄取回他的心，最終謊言始終被戳破，事情鬧到不可收拾……

## 相關連結
- 開眼電影網上《一對傻鳥》的資料（繁體中文）
- 互联网电影数据库（IMDb）上《一對傻鳥》的资料（英文）
- 豆瓣电影上《一對傻鳥》的資料 （简体中文）
- 高雄市電影館 文物典藏《一對傻鳥》[]（繁體中文）